# Exhyalanthrax parvus
Exhyalanthrax parvus är en tvåvingeart som först beskrevs av Paramonov 1927.  Exhyalanthrax parvus ingår i släktet Exhyalanthrax och familjen svävflugor. Inga underarter finns listade i Catalogue of Life.